# Michiko Nishiwaki
Michiko Nishiwaki (西脇美智子, Nishiwaki Michiko), née le 21 novembre 1957, est une culturiste et dynamophile japonaise devenue actrice et cascadeuse dans le cinéma hongkongais et hollywoodien.

## Biographie
Née dans la préfecture de Chiba, Nishiwaki grandit cependant à Tokyo où elle s'intéresse à la gymnastique et au volley-ball. Elle se tourne vers la musculation en raison d'une insatisfaction pour son corps, considérant que ses jambes sont trop larges par rapport au haut de son corps. Un autre tournant est la mort de son père qui l'a motivée à avoir son mot à dire dans son avenir.
Chose peu courante dans la société japonaise à l'époque, Michiko devient dynamophile et finalement la première championne du Japon de dynamophilie et la première championne de culturisme. Elle ouvre trois clubs de fitness en association avec son frère.
Sa carrière d'actrice commence dans la comédie d'action hongkongaise Le Flic de Hong Kong (1985) dans lequel elle joue une combattante japonaise. Sa prestation attire l'attention de Jackie Chan et Sammo Hung et elle apparaît dans d'autres films comme Le Sens du devoir 3 (1988), City Cops, Princess Madam, et Les Dieux du jeu (1989). Elle est rapidement cantonnée dans les rôles de méchantes et de femmes fatales. Elle n'a parfois aucune ligne de dialogue car elle n'a jamais bien parlé cantonais à l'époque. Après son retour au Japon, elle se rend en Thaïlande pour jouer dans Whore and the Policewoman en 1993. Elle apparaît dans le film Man on the Moon (1999) avec Jim Carrey, et travaille comme cascadeuse à Hollywood sur des films comme Red Corner (1997), Blade (1998), Charlie et ses drôles de dames (2000) et Rush Hour 2 (2001).

## Vie privée
Michiko se marie en 1996 et s'installe ensuite à Moorpark en Californie, où elle vit avec son mari et son fils.

## Filmographie

### Comme actrice
- Le Flic de Hong Kong (1985) : une combattante japonaise
- Spielvan (Dimensional Warrior Spielban) (1986, série TV) : Rikkî
- Ojôsan tantei Tokimeki renpatsu! (Young Lady Detectives: Heart Beat!) (1987) : Misao Matsuda
- Le Sens du devoir 3 (1988) : Michiko Nishiwaki
- Live Hard (Live Hard) (1989) : Lily
- Miao tan shuang long (City Cops) (1989) : Michiko
- Les Dieux du jeu (1989) : l'adversaire yakuza de Ko Chun
- Time Burst: The Final Alliance (1989)
- Hu dan nu er gang (Widow Warriors) (1990) : Chieko
- Outlaw Brothers (1990) : Miego
- Magic Cop (1990) : la magicienne japonaise
- Dragon Fighter (Hard to Kill) (1990)
- The Best of the Martial Arts Films (1990) : elle-même (image d'archives)
- The Real Me (1991)
- Se jiang (Witchcraft vs. Curse) (1991) : Simol
- Sing je wai wong (The Mighty Gambler) (1992) : Joyce Huang
- Yin yao hao qing (Hero Dream aka Naked Huntress) (1992) : Yi
- Hong tin huang jia jiang (Angel Terminators) (1992) : Mlle Nishiwaki
- Yun yu di liu gan (Passionate Killing in the Dream) (1992) : Sha Sha Lee
- Pi li bao zuo (1992)
- Huo bao da quan zi (Big Circle Blues) (1992) : Kwan Show-Yun
- Ba hai hong ying (The Avenging Quartet) (1993) : Sen
- Fatal Seduction (1993)
- Ging fa yu lau ang (Whore and Policewoman) (1993) : Nancy Cheng
- City on Fire (1993) : Chia-Chi
- Top Fighter 2 (1996) : elle-même (image d'archives)
- L'Arme fatale 4 (1998)
- Man on the Moon (1999) : la karatéka (non créditée)
- Ghost Rock (2003) : Hana

### Comme cascadeuse ou doublure cascade
- Red Corner (1997)
- Brave New World (1998)
- Blade (1998)
- Fantasy Island: Estrogen (31 octobre 1998)
- Martial Law (série TV) (1998–2000)
- Man on the Moon (1999)
- Les Adversaires (1999)
- Chain of Command (2000)
- V.I.P - Crouching Tiger, Hidden Val (série TV (24 novembre 2001))
- Rush Hour 2 (2001)
- The Practice - M. Premie Unplugged (série TV) (2002)
- Top chronos (2002)
- Le Roi Scorpion (2002)
- Kill Bill: Volume 1 (2003)
- Kill Bill: Volume 2 (2004)
- Collatéral (2004)
- Mémoires d'une geisha (2005)
- Mission impossible 3 (2006)